# 나이지리아-인도 관계
나이지리아와 인도는 전략적 및 상업적 관계를 구축했다. 두 나라는 모두 영연방 국가이자 비동맹 운동 회원국이다. 인도는 아부자에 고등판무관을 두고 있으며, 라고스에는 영사관을 운영하고 있다. 나이지리아는 뉴델리에 고등판무관을 두고 있다. 인도 기업들은 나이지리아에 약 150억 달러를 투자한 것으로 추산되며, 인도는 나이지리아의 최대 투자국으로, 투자 규모는 약 200억 달러에 달한다. 나이지리아의 인도 투자 규모에 대한 정확한 수치는 알려져 있지 않다.

## 역사
인도는 1947년에 독립을 얻었고, 나이지리아는 1960년에 독립을 얻었다. 인도는 아프리카 국가들의 식민지 지배로부터의 독립을 강력히 지원했으며, 1958년에 외교 임무를 설정했다. 이는 나이지리아가 2년 후, 1960년에 영국의 식민지 지배로부터 독립을 공식적으로 얻기 전의 일이었다. 나이지리아 독립 직후, 인도 정부는 나이지리아에 군사 시설 및 여러 다른 프로젝트들을 지원하는 데 참여했다. 인도는 카두나에 있는 나이지리아 국방 아카데미(NDA)와 포트하커트에 있는 해군 대학을 포함한 군사 훈련 시설 건설을 지원했다. 나이지리아의 최근 대통령인 무하마두 부하리도 1970년대에 국방 서비스 직원 대학에 참석했다. 같은 대학에 참석한 다른 나이지리아 대통령으로는 올루세군 오바산조 (1965년)와 이브라힘 바방기다 (1964년)가 있다. 1964년 이후, 인도는 인도 기술 및 경제 협력(ITEC) 프로그램 하에 나이지리아의 역량 강화 노력에 지원을 아끼지 않았다. 인도는 ITEC/e-ITEC 하에 나이지리아에 약 250개의 민간 훈련과 250개의 군사 훈련 기회를 제공하고 있다. 나이지리아 독립 후, 인도 기업들은 나이지리아에 진출했다.

## 경제 관계

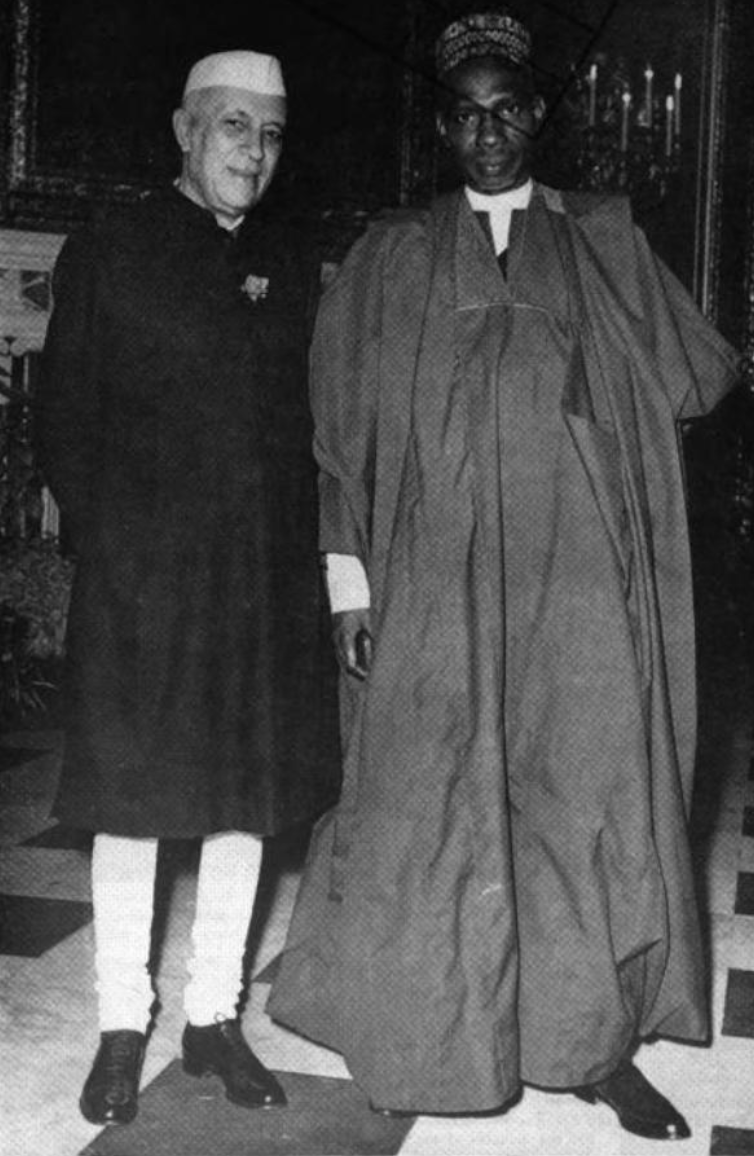
1962년, 나이지리아의 초대 총리 아부바카르 타파와 발레와 (오른쪽)와 인도의 초대 총리 자와할랄 네루 (왼쪽)

두 나라는 다양한 자연 자원과 경제 자원을 보유하고 있으며, 각각의 지역에서 가장 큰 경제를 자랑한다. 현재 인도의 아프리카에 대한 조건부 신용 한도는 거의 90억 달러에 달하며, 현재 진행 중인 프로젝트에는 약 74억 달러가 소요되고 있다. 2018~19년 동안 인도와 나이지리아 간의 무역 규모는 138억 9천만 달러에 달했다. 나이지리아의 '보코 하람' 테러 조직과 '블랙 액스 마피아'의 지속적인 위협에도 불구하고, 인도 기업들은 나이지리아에서 나이지리아 정부에 이어 두 번째로 큰 고용주이다. 135개 이상의 인도 기업들이 나이지리아에서 운영 중이며, 인도 기업들은 제약, 엔지니어링 제품, 전기 기계 및 장비, 플라스틱, 화학 등 다양한 분야에서 활동하고 있다. 주요 기업으로는 바르티 에어텔, 타타, 바자지 오토, 빌라 그룹, 킬로스카, 마힌드라, 아쇼크 레일랜드, 스키퍼, 고드레지, 심바 그룹, NIIT, 아프텍, 뉴 인디아 어슈어런스, 부샨 스틸, KEC, 다부르 등이 있다. 인도의 나이지리아 투자액은 약 150억 달러로, 아부자에 있는 인도 고등판무관에 따르면 계속 증가하고 있다. 인도의 나이지리아로의 수출액은 2018~19년 동안 30억 달러였으며, 같은 기간 동안 나이지리아로부터의 수입액은 108억 8천만 달러에 달했다. 2020년 기준으로, 나이지리아는 인도에 원유를 판매한 다섯 번째로 큰 국가였으며, 액화천연가스(LNG) 판매는 카타르와 아랍에미리트에 이어 세 번째로 큰 국가였다. 2020~2021년 동안, 미국은 이라크에 이어 인도에 원유를 판매한 두 번째로 큰 국가였다. 인도의 나이지리아로의 수출 품목에는 제약, 자동차, 승용차, 철강, 쌀, 플라스틱, 의류 및 섬유, 엔지니어링 장비, 전력 부문 부품 (변압기, 절연체, 차단기 등)이 포함된다. 인도는 2019~2020년 동안 약 163.5억 달러의 무역 규모로 나이지리아의 아프리카 최대 무역 파트너국이며, 나이지리아의 주요 투자국으로 약 200억 달러의 투자 규모를 자랑한다. 인도는 아프리카에서 다섯 번째로 큰 투자국으로, 누적 투자액은 707억 달러에 달한다. 인도는 또한 중국과 미국에 이어 아프리카의 세 번째로 큰 무역 파트너국이다. 인도는 아프리카 전체 무역에서 6.4%를 차지하고 있다. 2023년 9월, 나이지리아의 볼라 티누부 대통령은 뉴델리를 방문했으며, 그의 방문 기간 동안 인도 투자자들은 나이지리아 경제에 약 140억 달러 규모의 추가 투자를 약속했다. 2024년 기준으로, 아프리카에서 나이지리아는 인도의 세 번째로 큰 무역 파트너국으로, 남아프리카 공화국과 탄자니아에 이어 위치한다. 나이지리아의 인도 경제에 대한 투자 유형과 분야에 대한 구체적인 수치는 알려져 있지 않다.

## 같이 보기
- 나이지리아의 대외 관계
- 인도의 대외 관계